# Paregaploa
Paregaploa conviva es una  especie de coleóptero adéfago de la familia Carabidae y el único miembro del género monotípico Paregaploa.